# 圣奧思定堂 (锡耶纳)

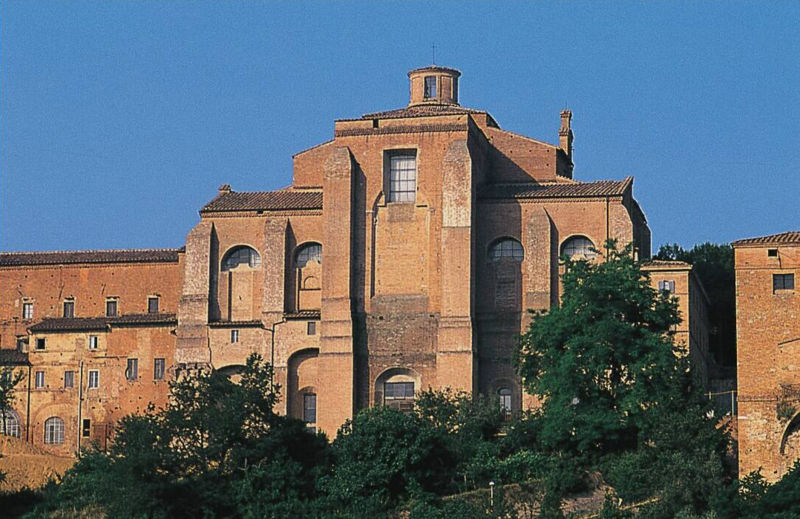
圣奧思定堂

圣奧思定堂（Chiesa di Sant'Agostino）是意大利中部托斯卡纳大区锡耶纳的一座罗马天主教教堂。
该堂及所属修道院始建于1258年，工程历时超过50年。在后来几个世纪又进行了数次翻修和重建。
在18世纪，内部由路易吉·万维泰利重新设计，保留了16世纪和17世纪的多色大理石正祭台。通廊和耳堂的石膏塑像也是18世纪改建的结果。
该堂拥有大量的艺术品。部分清单包括：《康斯坦丁受洗》（弗朗切斯科·瓦尼）、《三位一体和圣徒》祭坛画（彼得·索里）、阿戈斯蒂诺·基吉墓碑（1631），在右侧小堂中的《圣母诞生》和《耶稣圣诞》（弗朗切斯科·乔治·马天尼）和讲习班，祭坛画《各各他之路》（文图拉·萨林贝尼）、庇护二世纪念碑（1850年），多彩大理石的皮科洛米尼祭台（1596），《三博士来朝》（所多玛）和《耶稣受难》（佩鲁吉诺）。
43°18′51.8″N 11°19′53″E / 43.314389°N 11.33139°E